# Passiflora haematostigma
Passiflora haematostigma je biljka iz porodice Passifloraceae. Zovu ju i maracuja de capoeira. Raste u Brazilu.

## Sinonimi
- Passiflora platystyla Mart.
- Passiflora platystyla Mart. ex Glaziou